# Marisol Romero
Pour les articles homonymes, voir Romero.
Marisol Guadalupe Romero Rosales, née le 26 janvier 1983 à Mexico, est une athlète mexicaine spécialiste des courses de fond et du marathon. Après avoir remporté le marathon du Jeux d'Amérique centrale et des Caraïbes de 2010, elle réalise le double 5 000/10 000 m aux Jeux panaméricains de 2011

## Carrière
En juillet 2010, Marisol Romero rafle l'or sur le marathon en 2 h 44 min 30 s. Lors des Jeux panaméricains de 2011 qui se déroulent à Guadalajara, elle réussit le doublé en remportant la médaille d'or sur le 5 000 m en 16 min 24 s 08 puis sur le 10 000 m en 34 min 7 s 24 — en battant sa compatriote Cruz da Silva (34 min 22 s 44) et la Colombienne Yolanda Caballero (34 min 39 s 14). Cette année-là, elle remporte également l'or sur le 5 000 m lors des Championnats d'Amérique centrale et des Caraïbes en 16 min 5 s 68.
Elle représente le Mexique aux Jeux olympiques d'été de 2012 et coure le marathon qu'elle termine en 2 h 33 min 8 s, ce qui lui octroie la 45e place. L'année suivante, elle atteint la finale du 10 000 m lors des Championnats du monde. En 2016, elle termine à la 35e et dernière place du 10 000 m en 35 min 33 s 03 aux Jeux olympiques d'été de 2016.

## Palmarès international
| Date | Compétition                                                          | Lieu           | Place | Course        | Temps            |
| ---- | -------------------------------------------------------------------- | -------------- | ----- | ------------- | ---------------- |
| 2007 | Championnats d'Amérique du Nord, d'Amérique centrale et des Caraïbes | San Salvador   | 2e    | 5 000 m       | 17 min 00 s 47   |
| 2008 | Semi-marathon de Bogota                                              | Bogota         | 6e    | semi-marathon | 1 h 20 min 04 s  |
| 2009 | Championnats du monde de semi-marathon                               | Birmingham     | 37e   | semi-marathon | 1 h 14 min 26 s  |
| 2010 | Championnats du monde de semi-marathon                               | Nanning        | 22e   | semi-marathon | 1 h 14 min 13 s  |
| 2010 | Jeux d'Amérique centrale et des Caraïbes                             | Mayagüez       | 1re   | marathon      | 2 h 44 min 30 s  |
| 2011 | Championnats d'Amérique centrale et des Caraïbes                     | Mayagüez       | 1re   | 5 000 m       | 16 min 05 s 68   |
| 2011 | Jeux panaméricains                                                   | Guadalajara    | 1re   | 5 000 m       | 16 min 24 s 08   |
| 2011 | Jeux panaméricains                                                   | Guadalajara    | 1re   | 10 000 m      | 34 min 07 s 24   |
| 2012 | Championnats du monde de semi-marathon                               | Kavarna        | 35e   | semi-marathon | 1 h 17 min 17 s  |
| 2012 | Jeux olympiques                                                      | Londres        | 45e   | marathon      | 2 h 33 min 078 s |
| 2013 | Championnats d'Amérique centrale et des Caraïbes                     | Morelia        | 1re   | 5 000 m       | 16 min 04 s 93   |
| 2013 | Championnats du monde                                                | Moscou         | 11e   | 10 000 m      | 32 min 16 s 36   |
| 2015 | Jeux panaméricains                                                   | Toronto        | 6e    | 10 000 m      | 33 min 16 s 12   |
| 2015 | Marathon de New York                                                 | New York       | 14e   | marathon      | 2 h 14 min 50 s  |
| 2016 | Jeux olympiques                                                      | Rio de Janeiro | 35e   | 10 000 m      | 35 min 33 s 03   |
| 2019 | Marathon de Rotterdam                                                | Rotterdam      | 30e   | marathon      | 2 h 50 min 02 s  |

## Meilleurs temps
Les meilleurs temps de Marisol Romero sont :
| Distance      | Temps           | Lieu        | Date            |
| ------------- | --------------- | ----------- | --------------- |
| 5 000 m       | 15 min 21 s 41  | Eagle Rock  | 17 mai 2013     |
| 10 000 m      | 31 min 46 s 43  | Stanford    | 28 avril 2013   |
| semi-marathon | 1 h 12 min 18 s | Guadalajara | 17 février 2013 |
| marathon      | 2 h 31 min 15 s | Torreón     | 4 mars 2012     |